# Jiří Hanke
Jiří Hanke (Kutná Hora, 12 dicembre 1924 – Losanna, 11 dicembre 2006) è stato un calciatore e allenatore di calcio cecoslovacco.

## Palmarès

### Club

#### Competizioni nazionali
- Campionato spagnolo: 1

Barcellona: 1952-1953
- Coppa di Spagna: 1

Barcellona: 1952-1953

#### Competizioni internazionali
- Coppa delle Fiere: 1

Barcellona: 1955-1958